# 滝沢孝臣
滝澤 孝臣（たきざわ たかおみ、1947年7月24日 - ）は、日本の裁判官、弁護士。中央大学法学部卒業。東京地方裁判所部総括判事、山形地方裁判所所長兼山形家庭裁判所所長などを経て東京高等裁判所判事で定年後、日本大学大学院法務研究科教授。

## 経歴
- 1970年 中央大学法学部卒業[1]
- 1973年 司法修習生
- 1975年 東京地方裁判所判事補
- 1978年 札幌地方・家庭裁判所小樽支部判事補
- 1981年 東京地裁判事補
- 1984年 宇都宮地方・家庭裁判所栃木支部判事補
- 1985年 宇都宮地方・家庭裁判所栃木支部判事
- 1987年 東京地裁判事東京高裁判事職務代行
- 1989年 最高裁調査官
- 1994年 東京高等裁判所判事
- 1998年 浦和地方・家庭裁判所部総括判事
- 2001年 さいたま地方・家庭裁判所部総括判事
- 2002年 東京地方裁判所部総括判事
- 2004年 千葉地方裁判所部総括判事
- 2007年 山形地方裁判所・山形家庭裁判所所長
- 2009年 東京高等裁判所（知的財産高等裁判所）部総括判事
- 2012年 定年退官、弁護士登録、日本大学大学院法務研究科教授
- 2018年 瑞宝重光章を受章

## 著書
- 『民事法の論点―その基本から考える』（経済法令研究会 2006年）
- 『民事法の論点II―その基本から考える』（経済法令研究会 2011年）